# Werner Lüdeke
Werner Lüdeke (Delmenhorst, 11 april 1937) is een Duits componist, dirigent, hoornist en schrijver.

## Levensloop
Lüdeke studeerde harmonie, compositie en hoorn. Na het behalen van zijn diploma's werd hij in 1970 hoornist in het politiemuziekkorps Bremen. Vanaf de jaren 1950 tot 2005 was hij dirigent van de Musikzug der freiwilligen Feuerwehr Ganderkesee (Muziekkapel van de vrijwillige brandweer) en eveneens dirigent van de Gemeinschaft Ganderkeseer Vereine (GGV)-Big-Band.
Als componist schreef hij verschillende werken voor harmonieorkest. Verder is hij auteur van boeken rondom zijn woonplaats.

## Composities

### Werken voor harmonieorkest
- 1978 Erinnerungen (Ich denke an Costermano), fantasie
- 1981 Days of Joy, ouverture
- 1981 Magic World
- 1986 Gedenken
- 1999 Musikantenfreundschaft
- 1999 Volle Fahrt voraus
- 2000 Rebecca, schetsen
- Aufstieg zum Großvenediger
- Delmenhorster Burch
- Frohe Weihnacht, potpourri
- Ganter im Wappen
- Hanseatic Esprit
- Straight on
- Treurmars
- Waidmannsfreude – Jagdlicher Marsch
- Weihnachten im Erzgebirge, potpourri

## Publicaties
- samen met Hermann Speckmann: Eine Erinnerung an die Kriegstoten aus der Gemeinde Ganderkesee, Isensee Verlag, Oldenburg 2006, ISBN 3-89995-354-1
- Zur Erinnerung an die Kameraden der Freiwilligen Feuerwehr Ganderkesee "1911-2011", Isensee Verlag, Oldenburg 2010, 280 p., ISBN 978-3-89995-741-9
- Musik in der Freiwilligen Feuerwehr Ganderkesee, Isensee Verlag, Oldenburg 2011, 293 p., ISBN 978-3-89995-741-9